# Antònia Fontanillas Borràs
Pour les articles homonymes, voir Borràs.
Antònia Fontanillas Borràs, née à Barcelone en 1917 et morte à Dreux, en France, en 2014, est une ouvrière anarcho-syndicaliste et écrivaine catalane.
Dans sa vie, elle est membre de la Confédération nationale du travail, militante libertaire de la Fédération ibérique des jeunesses libertaires et de la Solidarité internationale antifasciste. Elle est considérée aujourd'hui comme l'une des grandes personnalités témoins de la guerre d'Espagne et de la dictature franquiste.

## Biographie
Petite-fille de l'anarchiste Francisca Saperas, Antònia naît le 9 juin 1917 à Barcelone (Espagne), dans une famille de militants.
Encore enfant, elle émigre avec ses parents et ses frères à Mexico. Après l'expulsion de son père du Mexique en 1933, la famille retourne à Barcelone l'année suivante. Antònia commence à travailler comme lithographe et adhère à la CNT et aux Jeunesses libertaires (FIJL) dont elle sera la déléguée des Arts graphiques de la Fédération locale.
Pendant la guerre d'Espagne, elle tente de s’enrôler comme milicienne lors de l’expédition à Majorque, puis travaille à l’administration du quotidien Solidaridad Obrera à Barcelone. Restée dans cette ville après la victoire franquiste (1939), c'est à son domicile que sont composés clandestinement au moins 14 numéros de Solidaridad Obrera (de janvier à novembre 1945). Mais la répression ne tarde pas à s'abattre sur le groupe de militants éditant le journal. Le 7 novembre 1945, l'imprimerie est démantelée et l'appartement d'Antònia est perquisitionné par la police politique. Arrêtée avec le camarade Lamesa, elle est interrogée au commissariat de police de la Via Laietana, mais elle est finalement libérée le soir-même. D'autres militants plus impliqués ne seront remis en liberté provisoire que sept à huit mois plus tard.
En 1953, alors que le procès de cette affaire va avoir lieu, le compagnon Lamesa lui conseille de charger "l’homme au sac" . C'est bien plus tard, alors qu'elle était en France à Clermont-Ferrand, qu'elle apprend par Aurelio Miguel (lui-même) que celui-ci était "L’homme au sac", mais qu’étant passé en France avant le procès, il ne risquait rien, et avait donc endossé la plus grande responsabilité dans cette affaire de propagande clandestine.

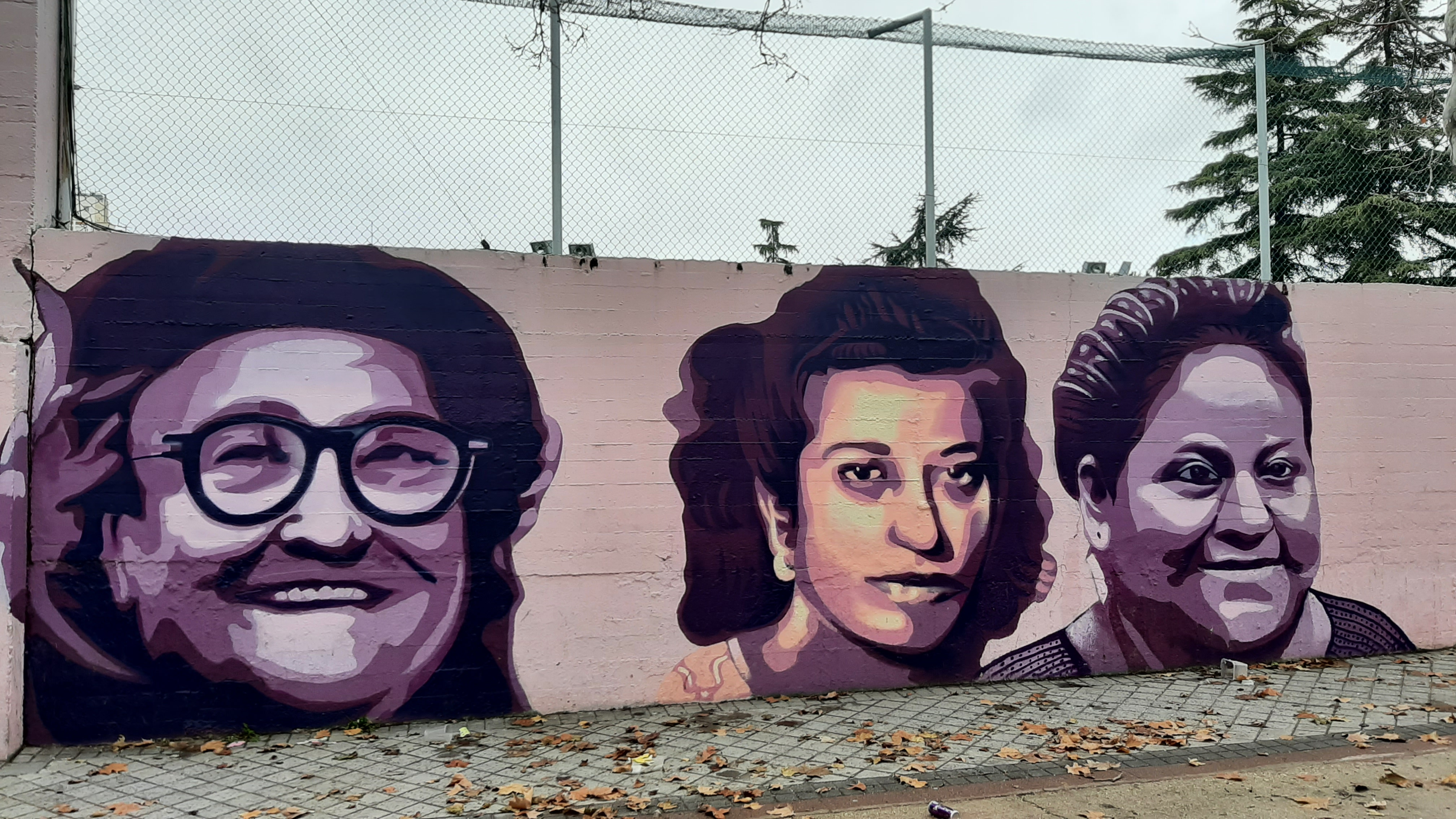
Peinture murale dans le quartier de la Concepcion, à Madrid, représentant Antònia Fontanillas Borràs avec les militantes Rigoberta Menchú et Rosa Arauzo.

Antònia n'en poursuit pas moins son activité, collaborant sous divers pseudonymes ("Una joven libertaria", "Alba", etc)., au journal clandestin "Ruta" (15 numéros, de juin à novembre 1946 et au moins 5 numéros de mars 1947 à mai 1948) et se chargeant des relations entre les prisonniers et leur avocat. En 1952, elle devient la compagne de Diego Camacho (dit Abel Paz) qui vient d'être libéré de prison. En 1953, ils partent en exil en France, à Brezolles, puis à Clermont-Ferrand, où elle continue de militer activement à la CNT, au sein du Mouvement Libertaire Espagnol et du groupe artistique local.
En 1958, elle se sépare de Diego Camacho et s’installe avec leur fils Ariel, à Dreux. En 1960, elle se lie avec le compagnon Antonio Cañete Rodríguez, tout en continuant à militer dans l’organisation et participant au groupe théâtral. Elle sera également la rédactrice du bulletin "Surco "(7 numéros de septembre 1966 à fin 1967) publié à Dreux, en français, espagnol et espéranto.
Militante de la Fédération Libertaire - CNT de Dreux jusqu’à sa dissolution, elle collabore ensuite aux "Agrupaciones Confederales" qui regroupaient les militants éditant le journal "Frente Libertario".
Après la mort de Franco (1975), elle participe à tous les congrès de la CNT de 1979 à 1983, puis à ceux de la CGT espagnole, à partir de 1983.
Elle prendra part à de nombreuses conférences, expositions, présentations de livres tant en Espagne qu’à l’étranger (Italie, Luxembourg, France) et collabore au Centre international de recherches sur l'anarchisme (CIRA) dont elle est membre, et à des travaux de recherches sur le mouvement libertaire espagnol.
En 2007, elle participe aux rencontres organisées par la CGT sur l’histoire du groupe Mujeres Libres, et collabore au numéro spécial du centenaire de l'organisation Solidaridad Obrera (mai 2007).
Elle meurt le 23 septembre 2014 à Dreux (Eure-et-Loir).

## Publications
- Testimonio sobre Germinal Gracia, 1992, inédit.
- Desde uno y otro lado de los Pirineos, 1993, inédit.
- Francisca Saperas, 1995, inédit.
- De lo aprendido y vivido, 1996. (paru en italien)
- Mujeres Libres. Luchadoras libertarias, 1998.
- La libertad entre la historia y la utopia (Anthologie de Luce Fabbri). Barcelone, 1998
- Lola Iturbe : vida y ideal de una luchadora anarquista, Ed. Virus, 2006. (Co-auteure avec Sonya Torres)
- Lucía Sánchez Saornil : poeta, periodista y fundadora de Mujeres libres, Madrid, LaMalatesta, 2014. (Co-auteure avec Pau Martínez Muñoz)

## Bibliographie et sources

Logo de la Confédération générale du travail (Espagne).